# Krążkopławy

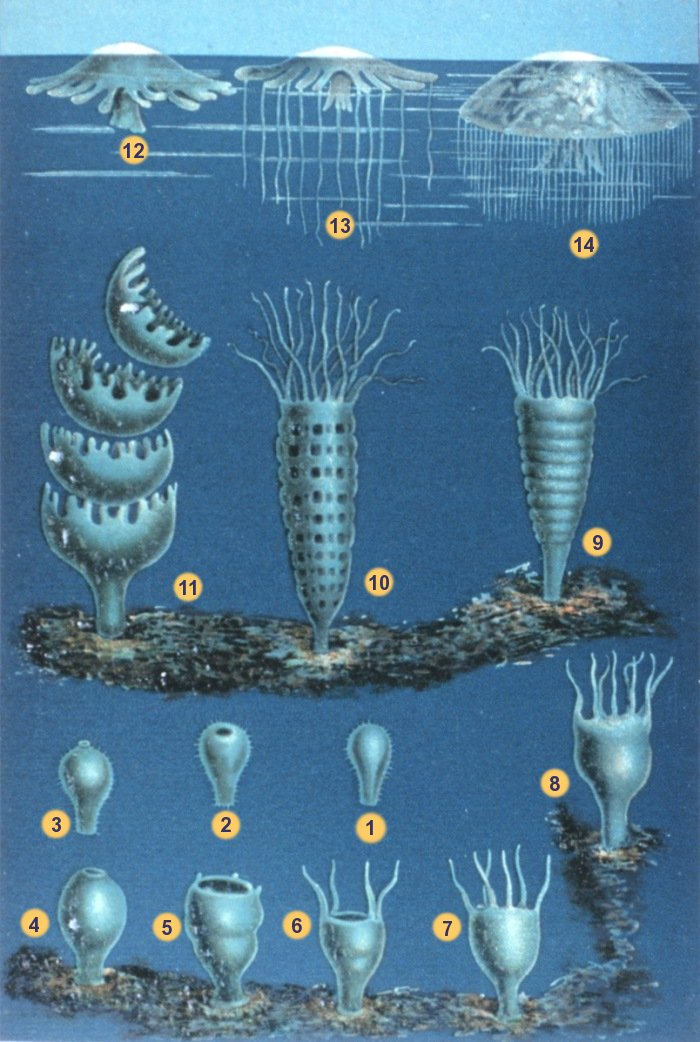
Cykl życiowy krążkopławów: 1-8 – rozwój planuli i metamorfoza w scyfopolipa; 9-10 – strobilizacja; 11 – odłączenie efyry; 12-14 – przekształcenie efyry w dorosłą meduzę

Krążkopławy (Scyphozoa) – gromada wyłącznie morskich parzydełkowców (Cnidaria) charakteryzujących się dobrze wykształconą przemianą pokoleń, z meduzą (scyfomeduza) jako dominującym stadium w cyklu życiowym. Zdarza się, że stadium polipa (scyfopolip, scyfistoma) w ogóle nie występuje. Krążkopławy zasiedlają przeważnie morza o dużym zasoleniu. Niektóre z nich osiągają bardzo duże rozmiary (2 m średnica dzwonu, a długość ramion i czułków nawet kilkanaście metrów). Scyfomeduzy charakteryzują się grubą warstwą mezoglei i stosunkowo przejrzystym ciałem. Są znacznie większe od scyfopolipów. Na brzegach parasola mają ropalia, czyli ciałka brzeżne, będące narządami zmysłu. Polipy żyją pojedynczo. Mają cztery przegrody w jamie gastralnej. Polipy rozmnażają się przez strobilizację. Bałtyk zamieszkują dwie przedstawicielki gromady: chełbia modra (Aurelia aurita), gatunek dobrze znoszący niskie zasolenie tego morza, oraz żyjąca w głębszej, bardziej słonej wodzie duża bełtwa festonowa (Cyannea capillata).
Krążkopławy są złożoną grupą, obejmującą szereg rzędów wymarłych oraz współcześnie żyjących. Do współcześnie żyjących zaliczono około 200 gatunków, ale szacuje się, że jest ich przynajmniej dwa razy więcej. Tradycyjnie krążkopławy klasyfikowano w pięciu grupach: koronowce, kostkomeduzy, korzeniogębe, płatowatogębe i słupomeduzy. Na podstawie badań morfologicznych i molekularnych dotychczas opisane gatunki grupowane są w rzędzie:
- Coronatae – koronowce

oraz w podgromadzie Discomedusae z dwoma rzędami:
- Semaeostomeae – płatowatogębe
- Rhizostomeae – korzeniogębe

Zaliczany wcześniej do krążkopławów rząd Stauromedusae (słupomeduzy) jest obecnie klasyfikowany w randze odrębnej gromady Staurozoa
Do wymarłych zaliczane są rzędy:
- Lithorhizostomatida
- Brachinida
- Conchopeltida
- Conulariida